# مساحة السطح النوعية

رسوم توضيحية تبين كيف تزداد مساحة السطح النوعية بزيادة انعطافات السطح.

مساحة السطح النوعية خاصية من خواص المواد الصلبة وهي عبارة عن مساحة سطح المادة تقسيم كتلتها، سواء كان السطح كتلة متكاملة أو مقطع عرضي من مادة.
هذه الكمية المشتقة تستخدم لقياس خواص المواد كالرمل والثلج والأغشية المسامية. بشكل عام تعبر بـ«مساحة السطح تقسيم الكتلة» أو «مساحة السطح تقسيم حجم المادة».
هذه الخاصية (الوحدة) مهمة لعمليات الامتصاص، المحفزات غير المتجانسة والتفاعلات على أسطح المواد.